# Huile de colza
L'huile de colza ou huile de canola au Canada est une huile végétale que l'on obtient par trituration de graines de colza.

## Composition
| Composé                                 | Famille d'acide gras | Teneur pour 100 g |
| --------------------------------------- | -------------------- | ----------------- |
| Acide palmitique (saturé)               |                      | 4,298 g           |
| Acide stéarique (saturé)                |                      | 2,087 g           |
| Acide arachidique (saturé)              |                      | 0,65 g            |
| Acide béhénique (saturé)                |                      | 0,33 g            |
| Acide lignocérique (saturé)             |                      | 0,2 g             |
| Acide érucastique (mono-insaturé)       | ω-9                  | 1,317 g           |
| Acide oléique (mono-insaturé)           | ω-9                  | 61,744 g          |
| Acide palmitoléique (mono-insaturé)     | ω-7                  | 0,214 g           |
| Acide linoléique (poly-insaturé)        | ω-6                  | 19,005 g          |
| Acide alpha-linolénique (poly-insaturé) | ω-3                  | 9,137 g           |
| Acides gras trans                       |                      | 2,3135            |
| Total acides gras saturés               |                      | 7,365 g           |
| Total acides gras mono-insaturés        |                      | 63,276 g          |
| Total acides gras poly-insaturés        |                      | 28,142 g          |
| Vitamine E                              |                      | 45,8 mg           |
| Vitamine K                              |                      | 71,3 µg           |

Soit pour 100 grammes d'huile de colza :
- 7 g d'acides gras saturés (palmitique, stéarique) ;
- 61 g d'acides gras monoinsaturés (oléique, gadoléique) ;
- 32 g d'acides gras polyinsaturés dont :
  - 11 g d'acide alpha-linolénique de la catégorie oméga-3,
  - 21 g d'acide linoléique de la catégorie oméga-6,
  - Rapport calculé oméga-6/oméga-3 = 1,91.

D'autres sources comme le USDA National Nutrient Database for Standard Reference Release 23 donnent des compositions légèrement différentes, qui aboutissent à un rapport de 2,1[source insuffisante] ; l'étude AFSSA retenant le ratio de 1,9.
Cette composition (en particulier le rapport oméga-6/oméga-3 inférieur à 5) permet de se rapprocher de la valeur de 5 recommandée pour l'ensemble de l'alimentation.

## Colza haut-oléique «Holl» ou colza oméga-9
Certaines variétés de colza ont été sélectionnées pour augmenter le taux d'acide oléique (de 65 % à 80 %), et baisser le taux d'acides gras insaturés, elles sont parfois dénommées « Holl » pour « High oleic, low linolenic » ou « omega-9 ». Les huiles sont particulièrement utilisées en friture en Amérique du Nord, et comme elles ne contiennent pas d'acides gras trans, dont l'étiquetage est obligatoire aux États-Unis, elles sont de plus en plus adoptées par l'industrie.

## Utilisation

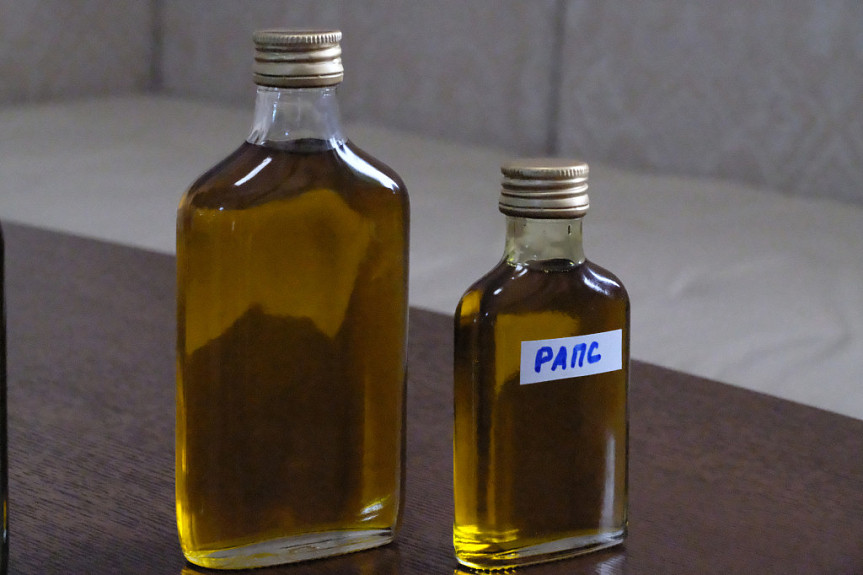
Huile de colza obtenue à titre expérimental. Bouriatie, Russie

- Huile alimentaire. C'est la quatrième huile alimentaire la plus consommée en France, après les huiles de tournesol, d'olive et les mélanges d'huiles[12]. De goût neutre lorsqu'elle est raffinée (mais d'un goût très prononcé lorsqu'elle est vierge)[13], riche en oméga-3, avec un bilan global très satisfaisant du point de vue médical, elle s'utilise à froid, et aussi cuite car elle est très stable à la cuisson[14]. La législation française a longtemps déconseillé l'utilisation cuite de cette huile, ce n'est qu'en 2006 que le ministère de la Santé « conscient de l'intérêt nutritionnel de l'huile de colza » en a recommandé l'utilisation aussi pour la friture[15]. Il faut cependant veiller à choisir une huile dont le degré de raffinage est adapté à son utilisation[16].

Jusque dans les années 1970, elle avait une teneur d'environ 45 % en acide érucique, molécule toxique chez l'animal à ce taux. Seules les populations en Asie la consommaient. Le développement de variétés d'huile de colza « 0 érucique » (teneur inférieure à 2 %) a alors développé son usage chez l'homme en tant qu'huile alimentaire. De nouvelles variétés de colza ont été mises au point ; elles sont dépourvues d'acide érucique, qui s'était révélé nocif pour le cœur de différentes espèces animales (ce qui avait entraîné l'interdiction de l'huile de colza à la consommation). Un décret du 12 août 1978 a attribué le qualificatif de « nouvelle » à l'huile de colza préparée à partir de ces variétés. En Finlande, une utilisation massive d'huile et de margarine à base d'huile de colza s'est d'ailleurs montrée très efficace au cours des vingt dernières années, puisque le taux de mortalité par crise cardiaque y a été presque divisé par deux.
- Fabrication de margarine
- Directe comme biocarburant
- Incorporation dans les biocarburants (utilisation principale en France)
- Utilisation dans des thermomètres (notamment pour bébés)
- Usages industriels divers (pour l'huile brute) : lubrifiant pour engins de chantier, tronçonneuses, pour panneaux de coffrage béton
- Utilisation en tant qu'insecticide contre les cochenilles et les pyrales (utilisable en agriculture biologique)

## Galerie

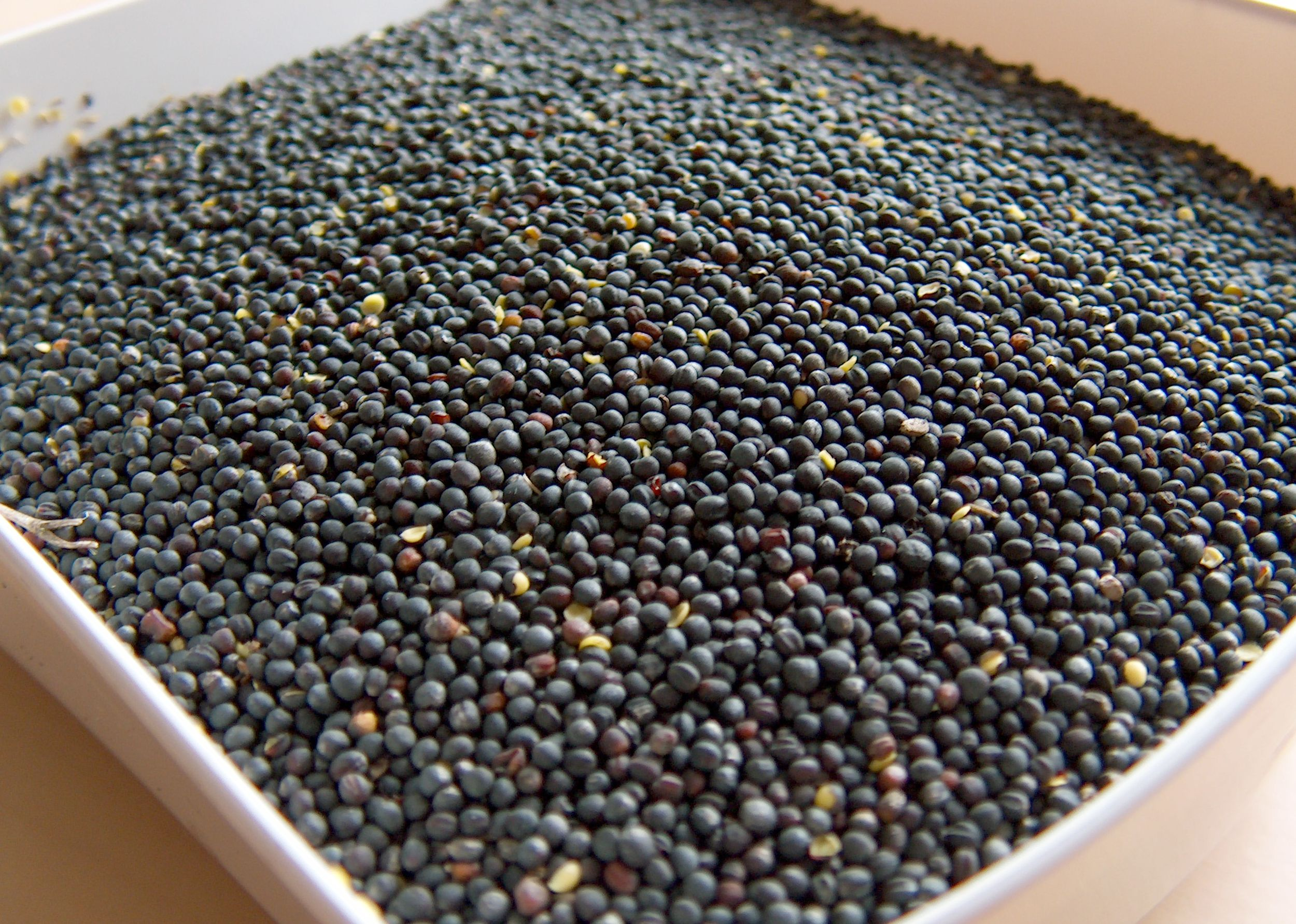
Graines de colza
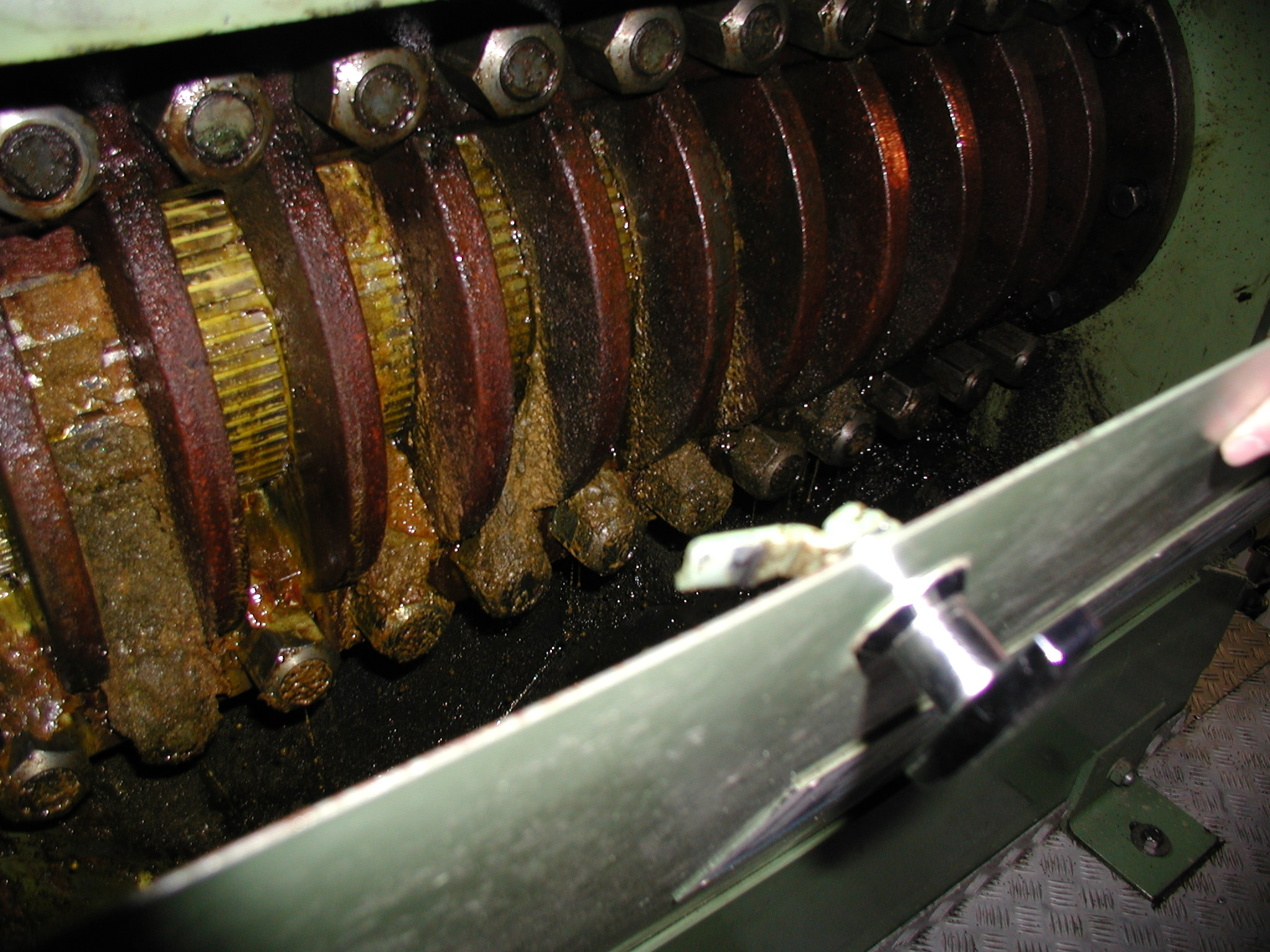
Extracteur d'huile
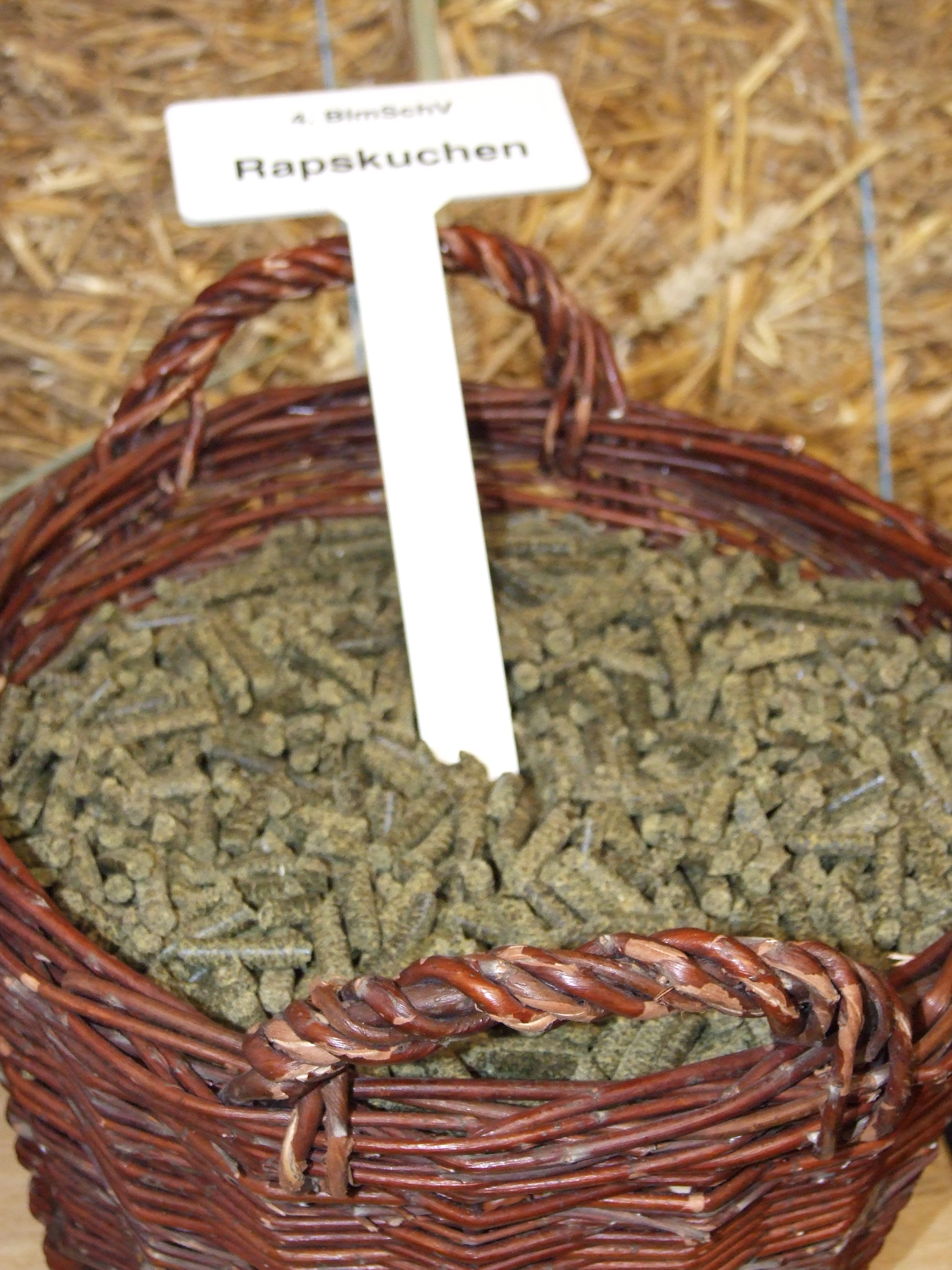
Tourteaux de colza
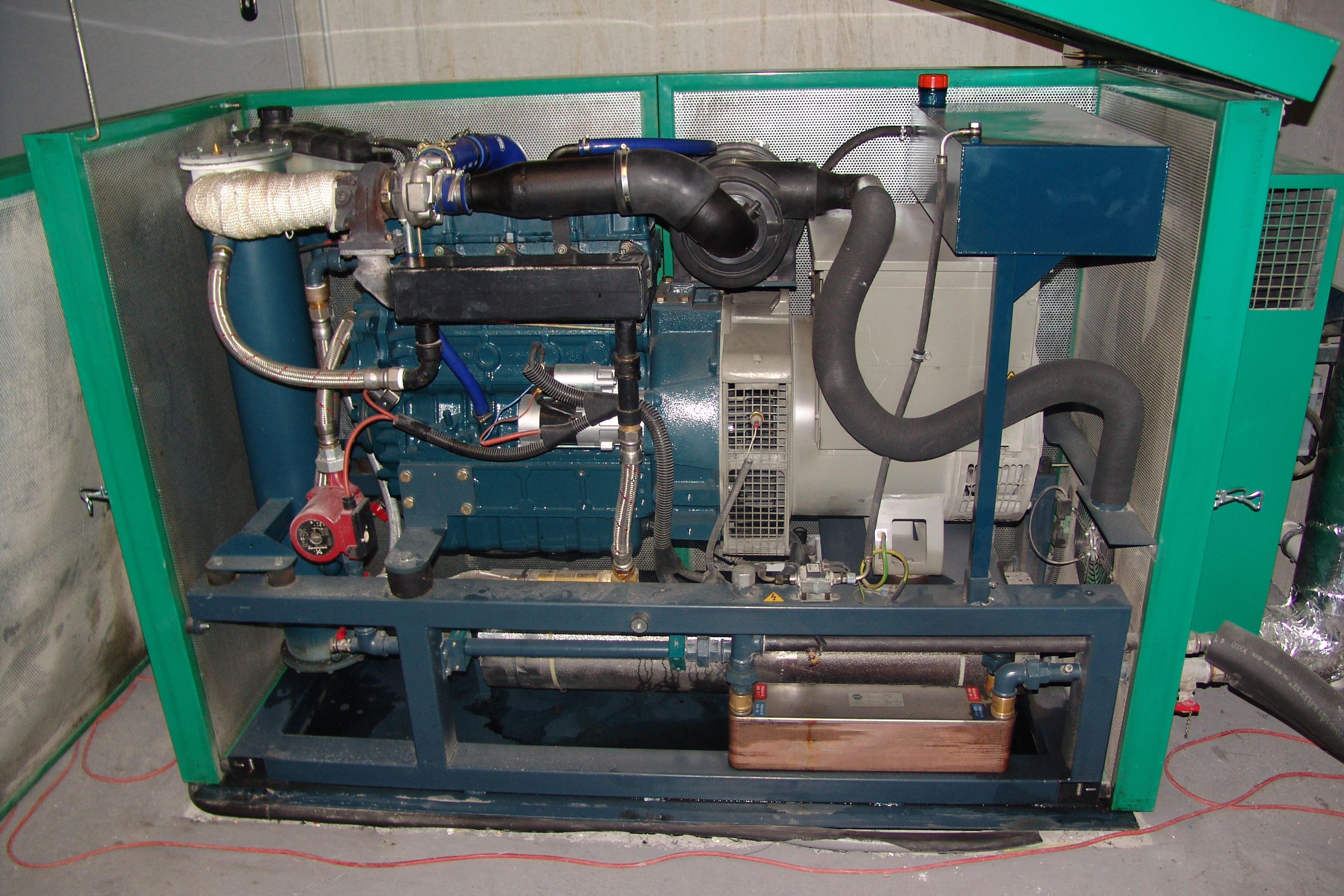
Production combinée de chaleur et d'électricité fonctionnant à l'huile de colza extraite à froid (non raffinée)

## Consommation alimentaire de l'huile de colza
Dans les années 1960, l'huile de colza a fait l'objet d'études de nutrition sur des rats qui faisaient apparaître des lésions cardiaques, apparemment liées à la consommation d'huile érucique. Des associations de consommateurs se sont alertées et ont demandé son interdiction.
En France une importante controverse publique a eu lieu à ce sujet pendant toute la décennie 1970. Ce débat, que le gouvernement a cherché à neutraliser, portait bien au-delà des seules propriétés supposées ou avérées de l'huile de colza, mais touchait aussi à la politique agricole, et aux choix qui y avaient présidé. Cette controverse intervenait dans un contexte de guerre commerciale, notamment entre l'Europe et les États-Unis au niveau des oléoprotéagineux (huile de soja vs. huile de colza) et de l'alimentation animale. Concernant l'huile elle-même, les autorités françaises annoncent des mesures dilatoires à l'intention du grand public, tout en lançant un programme accéléré d'obtention de colza 0 (sans acide érucique). En un temps très bref, une nouvelle variété est ainsi homologuée (peu résistante aux maladies elle sera remplacée par la variété mise au point avec la maison Ringot qui sera inscrite au catalogue en 1977). En 1974 les associations contestent l'innocuité prêtée au colza 0 ; ayant déjà eu gain de cause sur des aspects réglementaires (étiquetage...) en butte à une forte détermination du gouvernement, ces associations ne poursuivent pas leur action. Des études ultérieures mettront en avant le rôle bénéfique de cette huile du fait de sa forte teneur en omega-3.
L'huile de colza a été retirée, dans la pratique, de l'alimentation humaine, ce qui a permis à l'huile de tournesol de remplacer l'huile de colza sur le marché. Depuis, l'étude sur les rats a été relativisée et parallèlement, le colza a été sélectionné pour en ôter l'acide érucique. En dépit de cela, le nom de l'huile de colza a été associé pendant longtemps à une image de dangerosité alimentaire, qui n'a été finalement corrigée que dans les années 2000.
Surtout depuis les années 2000, plusieurs arguments sont avancés pour mettre en valeur l'huile de colza :
- sa faible teneur en acides gras saturés (7 %) ;
- sa teneur en oméga-3, catégorie d'acides gras dont l'intérêt nutritionnel a été mis en avant dans plusieurs études scientifiques[7], ainsi que dans des livres grand public ;
- son rapport oméga-6/oméga-3 de 1,9 (faible) permettant de se rapprocher de la valeur moyenne apportée par l'alimentation conseillée par l'AFSSA (rapport 5), les autres apports alimentaires - la graisse de bœuf ou de canard par exemple - présentant un rapport beaucoup plus élevé. L'huile de colza se classe mieux que l'huile de noix (4,2), l'huile de soja (6,9), l'huile de germe de blé (7,1) et l'huile de tournesol (plus de 100).

Actuellement, selon l'AFSSA (devenue l'ANSES), le rapport de la consommation oméga-6/oméga-3 actuel en France est fortement déséquilibré. Selon des études récentes de consommation alimentaire, il serait compris entre 10 et 15, avec une moyenne à 12. L'AFSSA recommande d'augmenter la consommation d'oméga-3 et de diminuer la consommation d'oméga-6 pour atteindre un rapport de 5.
L'huile de colza est riche en deux acides gras que le corps humain ne peut pas produire. Acide alpha-linolénique (ALA) / qui est un acide gras oméga-3 essentiel. Protège contre les crises cardiaques et les accidents vasculaires cérébraux en aidant à réduire le mauvais cholestérol. Acide linoléique (LA).
De nombreux spécialistes des oméga-3[Qui ?] pensent qu'un rapport plus bas serait souhaitable car plus proche des conditions de vie datant d'avant l'ère industrielle, qui garantissaient une espérance de vie et une espérance de vie en bonne santé bien différentes de l'époque actuelle (40 ans, contre 80 ans actuellement). Notre physiologie, notre biochimie et nos gènes seraient adaptés à un rapport plus bas, qui a augmenté seulement très récemment avec l'élevage intensif et l'alimentation des animaux en céréales (maïs et tournesol, riches en oméga-6) au lieu des végétaux habituels (moins riches en oméga-6 et contenant davantage d'oméga-3)[réf. nécessaire].
Le caractère néfaste de l'excès d'oméga-6 dans l'alimentation est maintenant reconnu. Les huiles de tournesol et de maïs, et les graisses animales, en sont de grands pourvoyeurs. L'huile d'olive contient une certaine proportion d'oméga 6, le ratio oméga 6/oméga 3 étant d'à peu près 10:1 bien qu'on considère que cette huile ait des effets anti-inflammatoires.
Il est important de noter que bien que les oméga 6 soient néfastes lorsque le ratio excède les 5:1, ils ont un effet anti-inflammatoire lorsque la quantité d'oméga 3 est adéquate (ratio en dessous de 5:1, l'idéal étant 1:1).
- Cela s'explique par le processus de métabolisation des oméga 6, s'il n'y a pas assez d'oméga 3, les oméga 6 ne seront pas métabolisés en des acides gras anti-inflammatoires comme l'acide dihomo-gamma-linoléique, ce dernier permettant de bloquer la conversion de l'acide arachidonique, acide gras à caractère relativement inflammatoire. Pour pouvoir bien métaboliser ces oméga 6, il faut donc des oméga 3 mais également de la vitamine E (indispensable pour assurer l'effet anti-inflammatoire des oméga 3), du magnésium, des vitamines A, C, B6 et du zinc[25].
- Ce n'est donc pas la quantité d'oméga 6 qui compte mais le ratio oméga 6/oméga 3, malheureusement une grande partie des aliments gras courants contiennent beaucoup d'oméga 6.

L'huile de colza serait donc la meilleure huile à consommer au quotidien, avec l'huile de noix et l'huile d'olive. Le conseil de « varier les huiles » devrait donc surtout s'appliquer à ces trois huiles, et ne pas inclure des huiles trop riches en oméga-6 (tournesol, maïs, soja, pépins de raisin, arachide). L'huile est disponible pure ou en mélange. Elle doit être conservée à l'abri de la lumière pour limiter sa dégradation.
Les prix de l’huile de colza ont atteint des niveaux sans précédent de mai 2022 jusqu’au début 2023, atteignant les plus hauts de l’histoire en raison principalement d’une inflation galopante. La hausse des coûts de production, combinée à une forte demande et aux changements économiques mondiaux, a entraîné cette hausse, ayant un impact considérable sur les marchés de consommation et les chaînes d'approvisionnement à l'échelle mondiale.
Aux États-Unis, une allégation concernant la réduction des maladies cardio-vasculaires a été approuvée par la FDA en 2006.

### L'huile de colza et atteinte à la mémoire
En 2017, la revue Nature a publié une étude des effets d'une alimentation riche en huile de colza pendant une année sur un groupe de souris contre groupe témoin. Les chercheurs ont constaté une augmentation significative du poids corporel, une altération de leur mémoire de travail liée à une réduction de l'intégrité synaptique qui montre « l'effet négatif de la consommation chronique d'huile de colza sur la mémoire, l'intégrité synaptique et les ratios Aβ 42/40 (phénotype pathologique de la maladie d'Alzheimer) ».
En 2020, toujours sur modèle murin, il est observé « qu'un régime contenant de l'huile de colza comme source de lipides n'empêche pas l'accumulation d'acides gras et l'inflammation induites par un régime riche en glucides » typique du mode de vie contemporain. Et plus généralement, une synthèse japonaise démontre que l'apport d'huiles végétales riches en acides gras polyinsaturés ω-6 (soja, colza, tournesol et maïs) peut jouer un rôle crucial dans l'apparition de diverses maladies liées au mode de vie, y compris la maladie d'Alzheimer.

### L'huile de canola
Le canola est issu d'un croisement entre B. napus et B. rapa (ou B. juncea) effectué à l'Université du Manitoba (Canada) au début des années 1970 par Keith Downey and Baldur R. Stefansson,. Le nom, maintenant générique, était à l'origine une marque déposée par la Rapeseed Association of Canada. La première partie du nom, CAN, signifiant Canada, et OLA signifiant Oil Low Acid (huile faible en acide). Cependant B. Napus est un hybride probable de plusieurs Brassica dont B. Rapa (la navette). La distance génétique entre colza et canola peut être considérée comme insignifiante du point de vue botanique.
Du point de vue pratique, les variétés de colza cultivées en Europe sont généralement des variétés d'hiver alors qu'au Canada, il s'agit de variétés de printemps principalement OGM (tolérantes aux herbicides) pour le canola.
Cette variante a un profil nutritionnel légèrement différent, et contient moins de 2 % d'acide érucique exactement comme les variétés 00[Quoi ?] de colza, les seules autorisées pour l'alimentation humaine en Europe.
Selon le Canola Council of Canada, l'huile de Canola doit donc contenir moins de 2 % d'acide érucique dans ses acides gras et en plus, les composantes solides ne devraient pas contenir plus de 30 micromoles d'une ou plusieurs des substances suivantes par gramme séché à l'air, sans huile: 3-butenyl glucosinolate, 4-pentenyl glucosinolate, 2-hydroxy-3 butenyl glucosinolate, et 2-hydroxy- 4-pentenyl glucosinolate per gram of air-dry, oil-free solid, ce qui est légèrement plus sévère que les exigences requises pour l'huile de colza en Europe.

## Production mondiale
| 1                | Canada      | 4 117 880 |
| 2                | Chine       | 3 643 200 |
| 3                | Allemagne   | 3 146 176 |
| 4                | Inde        | 2 475 000 |
| 5                | France      | 1 782 700 |
| 6                | Pologne     | 1 190 000 |
| 7                | Japon       | 1 025 891 |
| 8                | Royaume-Uni | 832 900   |
| 9                | États-Unis  | 717 000   |
| 10               | Belgique    | 645 100   |
| Source : FAOSTAT |             |           |